# Lucius Pomponius Flaccus
Pour les articles homonymes, voir Flaccus.
Cet article traite de Flaccus, légat de Syrie de 32-33 à 35, qui a pris, pendant un temps, le futur roi Hérode Agrippa Ier comme conseiller. Pour le Flaccus, préfet d'Égypte sous Tibère, dénoncé par Philon d'Alexandrie dans le "Contre Flaccus", voir Aulus Avilius Flaccus.
Lucius Pomponius Flaccus était un ami de l'empereur Tibère. 

## Biographie?
En 17, il gagne sa nomination comme consul de Rome en proposant que la date du suicide du préteur Marcus Scribonius Libo (en), les Ides de septembre, soit célébrée chaque année comme journée nationale d'action de grâces. Il a ainsi acquis la faveur de Tibère qui venait de contraindre ce dernier au suicide en l'accusant de sédition.
En 18, il est nommé légat de la province romaine de Mésie dans les Balkans, en remplacement de Latinius Pandus, le précédent propréteur de Mésie qui venait de mourir alors qu'une importante crise était en cours entre Tibére et le roi des Ordryses (Thrace), Rhescuporis III. Celui-ci venait en effet de tuer son neveu Cotys VIII pour s'emparer de son royaume, en faisant croire qu'il s'était suicidé, alors que tous deux avaient été désignés par Auguste et étaient des rois clients de l'Empire romain. Tibère a choisi Flaccus car c'était un « homme éprouvé par de longs services, et qui, lié d'une étroite amitié avec le roi (Rhescuporis III) en était plus propre à le tromper. » Arrivé dans la Thrace, Flaccus calme « à force de promesses les craintes que donnait à Rhescuporis une conscience criminelle. » Il attire Rhescuporis « au milieu des postes romains. Là on l'entoure, comme par honneur, d'une garde nombreuse ; puis, à la persuasion des tribuns et des centurions, il s'engage plus avant ; et, tenu dans une captivité chaque jour moins déguisée, comprenant enfin qu'il ne peut plus reculer, il est traîné jusqu'à Rome. » Il est accusé devant le sénat par la veuve de Cotys, Antonia Tryphaena. Il est « condamné à rester en surveillance loin de son royaume. » La Thrace est partagée « entre son fils Rhémétalcès, qui s'était opposé à ses desseins, et les enfants de Cotys » (Cotys IX puis Rhémétalcès III). Ceux-ci étant encore très jeunes, on donne la régence de leurs États au propréteur Titus Trebellenus Rufus. Rhescuporis est conduit à Alexandrie, « où une tentative d'évasion, réelle ou supposée, le fait mettre à mort. »
En 32, après la chute de Séjan, Tibère vieillissant l'a nommé légat de Syrie, simplement parce qu'il a été « l'ami le plus agréable » au cours d'une deuxième journée de beuverie.
En Syrie, il devient brièvement le patron de son vieil ami Hérode Agrippa petit-fils d'Hérode le Grand qu'il avait connu lorsque celui-ci vivait à Rome. Ruiné, Agrippa avait un temps été employé par Hérode Antipas qui venait de se marier avec sa sœur Hérodiade (34). Après s'être violemment accroché avec Antipas, il avait obtenu une fonction de conseiller auprès de L. Pomponius Flaccus. Toutefois cette fonction a aussi été de courte durée pour le futur roi des Juifs. Dénoncé par son frère Aristobule le Mineur pour avoir accepté un « pot de vin » afin de favoriser un des deux camps dans une négociation, Agrippa perd la confiance de Flaccus et doit le quitter. Flaccus meurt en fonction à une date que Daniel R. Schwartz situe en 33, mais que Schürer et d'autres situent en 34-35. Pour Daniel R. Schwartz, il est possible qu'une interruption de l'administration romaine de la Syrie ait eu lieu entre la mort de Flaccus et l'arrivée de son successeur Lucius Vitellius. 
En 35, Lucius Vitellius devient à son tour légat de Syrie. Tibère lui confie « la direction de toutes les révolutions qui se préparaient en Orient ».